# Aleksej Sutormin
Aleksej Sergeevič Sutormin (in russo Алексей Серге́евич Сутормин?; San Pietroburgo, 10 gennaio 1994) è un calciatore russo, centrocampista del Rostov in prestito dallo Zenit San Pietroburgo.

## Caratteristiche tecniche
È un esterno destro.

## Carriera

### Club
Cresciuto nel settore giovanile dello Zenit San Pietroburgo, ha un fratello che lo aiutò ad intraprendere la sua carriera da giocatore, finanziando il viaggio da Ozdoboev, sua città natale, per farlo entrare, a 11 anni, a far parte della Zenit Accademy. Qui si fa notare e dopo  6 anni esordisce in un amichevole contro il Tolosa. Viene poi girato in prestito per alcuni anni e solo all'età di 23 esordisce in prima squadra allo Zenit. Il mese dopo muore Igor, il fratello, alla tenera età di 28 anni. Allo Zenit gioca un primo anno ad alto livello, ma le due stagioni seguenti sono altalenanti. Allo Zenit mette a referto 104 presenze e 14 gol.

### Nazionale
Il 29 agosto 2021 viene convocato per la prima volta in nazionale maggiore russa in sostituzione dell'infortunato Sergej Petrov.
Esordisce con la selezione russa l'8 ottobre seguente in occasione del successo per 1-0 contro lo Slovacchia nelle qualificazioni ai Mondiali 2022. Tre giorni dopo indossa (appena alla seconda presenza) per la prima volta la fascia di capitano nel successo per 1-2 contro la Slovenia nelle qualificazioni. L'11 novembre seguente realizza la sua prima rete in nazionale nella netta vittoria per 6-0 contro Cipro.

## Statistiche

### Cronologia presenze e reti in nazionale
| Cronologia completa delle presenze e delle reti in nazionale ― Russia | Cronologia completa delle presenze e delle reti in nazionale ― Russia | Cronologia completa delle presenze e delle reti in nazionale ― Russia | Cronologia completa delle presenze e delle reti in nazionale ― Russia | Cronologia completa delle presenze e delle reti in nazionale ― Russia | Cronologia completa delle presenze e delle reti in nazionale ― Russia | Cronologia completa delle presenze e delle reti in nazionale ― Russia | Cronologia completa delle presenze e delle reti in nazionale ― Russia |
| Data                                                                  | Città                                                                 | In casa                                                               | Risultato                                                             | Ospiti                                                                | Competizione                                                          | Reti                                                                  | Note                                                                  |
| --------------------------------------------------------------------- | --------------------------------------------------------------------- | --------------------------------------------------------------------- | --------------------------------------------------------------------- | --------------------------------------------------------------------- | --------------------------------------------------------------------- | --------------------------------------------------------------------- | --------------------------------------------------------------------- |
| 8-10-2021                                                             | Kazan'                                                                | Russia                                                                | 1 – 0                                                                 | Slovacchia                                                            | Qual. Mondiali 2022                                                   | -                                                                     |                                                                       |
| 11-10-2021                                                            | Lubiana                                                               | Slovenia                                                              | 1 – 2                                                                 | Russia                                                                | Qual. Mondiali 2022                                                   | -                                                                     | cap. 42’                                                              |
| 11-11-2021                                                            | San Pietroburgo                                                       | Russia                                                                | 6 – 0                                                                 | Cipro                                                                 | Qual. Mondiali 2022                                                   | 1                                                                     |                                                                       |
| Totale                                                                |                                                                       | Presenze                                                              | 3                                                                     |                                                                       | Reti                                                                  | 1                                                                     |                                                                       |

## Palmarès

### Club

#### Competizioni nazionali
- Campionato russo: 4

Zenit San Pietroburgo: 2019-2020, 2020-2021, 2021-2022, 2022-2023
- Coppa di Russia: 1

Zenit San Pietroburgo: 2019-2020
- Supercoppa di Russia: 4

Zenit San Pietroburgo: 2020, 2021, 2022, 2023